# سحر و جادو: گردهمایی
سحر و جادو: گردهمایی (به انگلیسی: Magic: The Gathering) (MTG; همچنین به عنوان سحر و جادو) یک بازی جمع‌آوری کارت است که توسط ریچارد گارفیلد معرفی شده است.
این بازی برای اولین بار در سال ۱۹۹۳ توسط جادوگران ساحل منتشر شد. بازی سحر و جادو اولین بازی کارت بازرگانی است و همچنان طرفداران زیادی دارد به طوری که در سال ۲۰۱۵ نزدیک به ۲۰ میلیون بازیکن این بازی را دنبال می‌کردند.
هر بازی نشان دهنده یک جنگ بین جادوگران یا "planeswalkers"ها است. هر بازیکن با استفاده از جادوها، مصنوعات و مخلوقات جادویی که در کارتهای بازی به تصویر کشیده شده سعی می‌کنند حریف خود را شکست دهند. اگر چه مفهوم اصلی بازی به شدت از بازی‌های فانتزی سنتی مانند سیاه چال و اژدها  الهام گرفته، روند بازی شباهت کمی به این نوع بازی‌ها دارد. همچنین در مقایسه با دیگر بازی‌های ورق، قوانین پیچیده‌تر و کارت‌های متنوع‌تری دارد.